# Liste der Nummer-eins-Hits in Japan (2014)
Die Liste der japanischen Nummer-eins-Hits enthält die Daten vom 1. Januar 2014 bis zum 31. Dezember 2014. Die letzte Woche im Jahr fällt mit der ersten Woche des neuen Jahres zusammen. Angegeben sind die Verkaufszahlen der jeweiligen Nummer 1 in ihrer Woche. Alle Angaben basieren auf den offiziellen japanischen Charts von Oricon.

## Singles
| ← 2013 ← | Liste der Nummer-eins-Hits in Japan | Liste der Nummer-eins-Hits in Japan       | Liste der Nummer-eins-Hits in Japan                                    | 2015 →                    |
| \| Zeitraum \| Wo. ges. \| Interpret \| Titel Autor(en) \| Zusätzliche Informationen \| \| (Zeitraum, Wochen auf Platz eins, Interpret, Titel, Autor[en], zusätzliche Informationen) \| \| \| \| \| \| ----------------------------------------------------------------------------------------- \| -------- \| ----------------------------------------- \| ---------------------------------------------------------------------- \| ------------------------- \| \| 30. Dezember 2013 – 5. Januar 2014 1 Woche \| 1 \| SMAP \| Shareotsu/Hello \| – \| \| 6. Januar 2014 – 12. Januar 2014 1 Woche \| 1 \| Hey! Say! JUMP \| Ride With Me \| – \| \| 13. Januar 2014 – 19. Januar 2014 1 Woche \| 1 \| Golden Bomber \| 101-kaime no noroi \| – \| \| 20. Januar 2014 – 26. Januar 2014 1 Woche \| 1 \| Misaki Iwasa \| Tomonoura bojō \| – \| \| 27. Januar 2014 – 2. Februar 2014 1 Woche \| 1 \| Kanjani Eight \| Hibiki \| – \| \| 3. Februar 2014 – 9. Februar 2014 1 Woche \| 1 \| Sekai no Owari \| Snow Magic Fantasy \| – \| \| 10. Februar 2014 – 16. Februar 2014 1 Woche \| 1 \| Morning Musume \| Egao no Kimi wa Taiyō sa / Kimi no Kawari wa Iyashinai / What is LOVE? \| – \| \| 17. Februar 2014 – 23. Februar 2014 1 Woche \| 1 \| Hey! Say! JUMP \| AinoArika/Aisureba Motto Happy Life \| – \| \| 24. Februar 2014 – 2. März 2014 1 Woche \| 1 \| Arashi \| Bittersweet \| – \| \| 3. März 2014 – 9. März 2014 1 Woche \| 1 \| Kanjani Eight \| King of Otoko \| – \| \| 10. März 2014 – 16. März 2014 1 Woche \| 1 \| AKB48 \| Mae shika Mukanee \| – \| \| 17. März 2014 – 23. März 2014 1 Woche \| 1 \| Kis-My-Ft2 \| Hikari no Signal \| – \| \| 24. März 2014 – 30. März 2014 1 Woche \| 1 \| HKT48 \| Sakura, Minnade Tabeta \| – \| \| 31. März 2014 – 6. April 2014 1 Woche \| 1 \| SKE48 \| Mirai to wa? \| – \| \| 7. April 2014 – 13. April 2014 1 Woche \| 1 \| NMB48 \| Takane no Ringo \| – \| \| 14. April 2014 – 20. April 2014 1 Woche \| 1 \| Nogizaka46 \| Kizuitara Kataomoi \| – \| \| 21. April 2014 – 27. April 2014 1 Woche \| 1 \| SMAP \| Yes we are/Kokokara \| – \| \| 21. April 2014 – 4. Mai 2014 2 Wochen \| 2 \| Morning Musume \| Toki o Koe Sora o Koe / Password is 0 \| – \| \| 5. Mai 2014 – 11. Mai 2014 1 Woche \| 1 \| Johnny’s WEST \| Eejanaika \| – \| \| 12. Mai 2014 – 18. Mai 2014 1 Woche \| 1 \| Arashi \| Guts! \| – \| \| 19. Mai 2014 – 25. Mai 2014 1 Woche \| 1 \| Momoiro Clover Z \| Naite mo Iin Da yo \| – \| \| 26. Mai 2014 – 1. Juni 2014 1 Woche \| 1 \| AKB48 \| Labrador Retriever \| – \| \| 2. Mai 2014 – 8. Juni 2014 6 Wochen \| 6 \| Arashi \| Daremo Shiranai \| – \| \| 9. Juni 2014 – 15. Juni 2014 1 Woche \| 1 \| KAT-TUN \| In Fact \| – \| \| 16. Juni 2014 – 22. Juni 2014 1 Woche \| 1 \| News \| One (For the Win) \| – \| \| 23. Juni 2014 – 29. Juni 2014 1 Woche \| 1 \| Kim Hyun-joong \| Hot Sun \| – \| \| 30. Juni 2014 – 6. Juli 2014 1 Woche \| 1 \| Sandaime J Soul Brothers from Exile Tribe \| R.Y.U.S.E.I. \| – \| \| 7. Juli 2014 – 13. Juli 2014 1 Woche \| 1 \| Kanjani Eight \| Omoidama \| – \| \| 14. Juli 2014 – 20. Juli 2014 1 Woche \| 1 \| Nogizaka46 \| Natsu no Free & Easy \| – \| \| 21. Juli 2014 – 27. Juli 2014 1 Woche \| 1 \| SMAP \| Top of the World / Amazing Discovery \| – \| \| 28. Juli 2014 – 3. August 2014 1 Woche \| 1 \| Exile \| New Horizon \| – \| \| 4. August 2014 – 10. August 2014 1 Woche \| 1 \| SKE48 \| Bukiyō Taiyō \| – \| \| 11. August 2014 – 17. August 2014 1 Woche \| 1 \| Eightranger \| ER2 \| – \| \| 18. August 2014 – 24. August 2014 1 Woche \| 1 \| Kis-My-Ft2 \| Another Future \| – \| \| 25. August 2014 – 31. August 2014 1 Woche \| 1 \| Exile Tribe \| The Revolution \| – \| \| 1. September 2014 – 7. September 2014 1 Woche \| 1 \| AKB48 \| Kokoro no Placard \| – \| \| 8. September 2014 – 14. September 2014 1 Woche \| 1 \| Hey! Say! JUMP \| Weekender \| – \| \| 15. September 2014 – 21. September 2014 1 Woche \| 1 \| Southern All Stars \| Tokyo Victory \| – \| \| 22. September 2014 – 28. September 2014 1 Woche \| 1 \| Exile Tribe \| Revolution \| – \| \| 29. September 2014 – 5. Oktober 2014 1 Woche \| 1 \| HKT48 \| Hikaeme I Love You! \| – \| \| 6. Oktober 2014 – 12. Oktober 2014 1 Woche \| 1 \| Sexy Zone \| Never Give Up \| – \| \| 13. Oktober 2014 – 19. Oktober 2014 1 Woche \| 1 \| Nogizaka46 \| Nandome no Aozora ka? \| – \| \| 20. Oktober 2014 – 26. Oktober 2014 1 Woche \| 1 \| Kanjani Eight \| Ittajanaika/CloveR \| – \| \| 27. Oktober 2014 – 9. November 2014 2 Wochen \| 2 \| V6 \| Sky’s the Limit \| – \| \| 10. November 2014 – 17. November 2014 1 Woche \| 1 \| NMB48 \| Rashikunai \| – \| \| 18. November 2014 – 23. November 2014 1 Woche \| 1 \| KinKi Kids \| Key with No Box \| – \| \| 24. November 2014 – 30. November 2014 1 Woche \| 1 \| Sexy Zone \| Kimi HITOMEBORE \| – \| \| 1. Dezember 2014 – 7. Dezember 2014 1 Woche \| 1 \| AKB48 \| Kibōteki Refrain \| – \| \| 8. Dezember 2014 – 21. Dezember 2014 2 Wochen \| 2 \| Kanjani Eight \| Gamushara Kōshinkyoku \| – \| \| 22. Dezember 2014 – 28. Dezember 2014 1 Woche \| 1 \| SKE48 \| 12 Gatsu no Kangarū \| – \| \| 29. Dezember 2014 – 4. Januar 2015 1 Woche \| 1 \| Super Junior \| Mamacita (Ayaya) \| – \| |                                     |                                           |                                                                        |                           |
| ← 2013 |                                     |                                           |                                                                        | → 2015 →                  |
| Zeitraum | Wo. ges.                            | Interpret                                 | Titel Autor(en)                                                        | Zusätzliche Informationen |
| (Zeitraum, Wochen auf Platz eins, Interpret, Titel, Autor[en], zusätzliche Informationen) |                                     |                                           |                                                                        |                           |
| 30. Dezember 2013 – 5. Januar 2014 1 Woche | 1                                   | SMAP                                      | Shareotsu/Hello                                                        | –                         |
| 6. Januar 2014 – 12. Januar 2014 1 Woche | 1                                   | Hey! Say! JUMP                            | Ride With Me                                                           | –                         |
| 13. Januar 2014 – 19. Januar 2014 1 Woche | 1                                   | Golden Bomber                             | 101-kaime no noroi                                                     | –                         |
| 20. Januar 2014 – 26. Januar 2014 1 Woche | 1                                   | Misaki Iwasa                              | Tomonoura bojō                                                         | –                         |
| 27. Januar 2014 – 2. Februar 2014 1 Woche | 1                                   | Kanjani Eight                             | Hibiki                                                                 | –                         |
| 3. Februar 2014 – 9. Februar 2014 1 Woche | 1                                   | Sekai no Owari                            | Snow Magic Fantasy                                                     | –                         |
| 10. Februar 2014 – 16. Februar 2014 1 Woche | 1                                   | Morning Musume                            | Egao no Kimi wa Taiyō sa / Kimi no Kawari wa Iyashinai / What is LOVE? | –                         |
| 17. Februar 2014 – 23. Februar 2014 1 Woche | 1                                   | Hey! Say! JUMP                            | AinoArika/Aisureba Motto Happy Life                                    | –                         |
| 24. Februar 2014 – 2. März 2014 1 Woche | 1                                   | Arashi                                    | Bittersweet                                                            | –                         |
| 3. März 2014 – 9. März 2014 1 Woche | 1                                   | Kanjani Eight                             | King of Otoko                                                          | –                         |
| 10. März 2014 – 16. März 2014 1 Woche | 1                                   | AKB48                                     | Mae shika Mukanee                                                      | –                         |
| 17. März 2014 – 23. März 2014 1 Woche | 1                                   | Kis-My-Ft2                                | Hikari no Signal                                                       | –                         |
| 24. März 2014 – 30. März 2014 1 Woche | 1                                   | HKT48                                     | Sakura, Minnade Tabeta                                                 | –                         |
| 31. März 2014 – 6. April 2014 1 Woche | 1                                   | SKE48                                     | Mirai to wa?                                                           | –                         |
| 7. April 2014 – 13. April 2014 1 Woche | 1                                   | NMB48                                     | Takane no Ringo                                                        | –                         |
| 14. April 2014 – 20. April 2014 1 Woche | 1                                   | Nogizaka46                                | Kizuitara Kataomoi                                                     | –                         |
| 21. April 2014 – 27. April 2014 1 Woche | 1                                   | SMAP                                      | Yes we are/Kokokara                                                    | –                         |
| 21. April 2014 – 4. Mai 2014 2 Wochen | 2                                   | Morning Musume                            | Toki o Koe Sora o Koe / Password is 0                                  | –                         |
| 5. Mai 2014 – 11. Mai 2014 1 Woche | 1                                   | Johnny’s WEST                             | Eejanaika                                                              | –                         |
| 12. Mai 2014 – 18. Mai 2014 1 Woche | 1                                   | Arashi                                    | Guts!                                                                  | –                         |
| 19. Mai 2014 – 25. Mai 2014 1 Woche | 1                                   | Momoiro Clover Z                          | Naite mo Iin Da yo                                                     | –                         |
| 26. Mai 2014 – 1. Juni 2014 1 Woche | 1                                   | AKB48                                     | Labrador Retriever                                                     | –                         |
| 2. Mai 2014 – 8. Juni 2014 6 Wochen | 6                                   | Arashi                                    | Daremo Shiranai                                                        | –                         |
| 9. Juni 2014 – 15. Juni 2014 1 Woche | 1                                   | KAT-TUN                                   | In Fact                                                                | –                         |
| 16. Juni 2014 – 22. Juni 2014 1 Woche | 1                                   | News                                      | One (For the Win)                                                      | –                         |
| 23. Juni 2014 – 29. Juni 2014 1 Woche | 1                                   | Kim Hyun-joong                            | Hot Sun                                                                | –                         |
| 30. Juni 2014 – 6. Juli 2014 1 Woche | 1                                   | Sandaime J Soul Brothers from Exile Tribe | R.Y.U.S.E.I.                                                           | –                         |
| 7. Juli 2014 – 13. Juli 2014 1 Woche | 1                                   | Kanjani Eight                             | Omoidama                                                               | –                         |
| 14. Juli 2014 – 20. Juli 2014 1 Woche | 1                                   | Nogizaka46                                | Natsu no Free & Easy                                                   | –                         |
| 21. Juli 2014 – 27. Juli 2014 1 Woche | 1                                   | SMAP                                      | Top of the World / Amazing Discovery                                   | –                         |
| 28. Juli 2014 – 3. August 2014 1 Woche | 1                                   | Exile                                     | New Horizon                                                            | –                         |
| 4. August 2014 – 10. August 2014 1 Woche | 1                                   | SKE48                                     | Bukiyō Taiyō                                                           | –                         |
| 11. August 2014 – 17. August 2014 1 Woche | 1                                   | Eightranger                               | ER2                                                                    | –                         |
| 18. August 2014 – 24. August 2014 1 Woche | 1                                   | Kis-My-Ft2                                | Another Future                                                         | –                         |
| 25. August 2014 – 31. August 2014 1 Woche | 1                                   | Exile Tribe                               | The Revolution                                                         | –                         |
| 1. September 2014 – 7. September 2014 1 Woche | 1                                   | AKB48                                     | Kokoro no Placard                                                      | –                         |
| 8. September 2014 – 14. September 2014 1 Woche | 1                                   | Hey! Say! JUMP                            | Weekender                                                              | –                         |
| 15. September 2014 – 21. September 2014 1 Woche | 1                                   | Southern All Stars                        | Tokyo Victory                                                          | –                         |
| 22. September 2014 – 28. September 2014 1 Woche | 1                                   | Exile Tribe                               | Revolution                                                             | –                         |
| 29. September 2014 – 5. Oktober 2014 1 Woche | 1                                   | HKT48                                     | Hikaeme I Love You!                                                    | –                         |
| 6. Oktober 2014 – 12. Oktober 2014 1 Woche | 1                                   | Sexy Zone                                 | Never Give Up                                                          | –                         |
| 13. Oktober 2014 – 19. Oktober 2014 1 Woche | 1                                   | Nogizaka46                                | Nandome no Aozora ka?                                                  | –                         |
| 20. Oktober 2014 – 26. Oktober 2014 1 Woche | 1                                   | Kanjani Eight                             | Ittajanaika/CloveR                                                     | –                         |
| 27. Oktober 2014 – 9. November 2014 2 Wochen | 2                                   | V6                                        | Sky’s the Limit                                                        | –                         |
| 10. November 2014 – 17. November 2014 1 Woche | 1                                   | NMB48                                     | Rashikunai                                                             | –                         |
| 18. November 2014 – 23. November 2014 1 Woche | 1                                   | KinKi Kids                                | Key with No Box                                                        | –                         |
| 24. November 2014 – 30. November 2014 1 Woche | 1                                   | Sexy Zone                                 | Kimi HITOMEBORE                                                        | –                         |
| 1. Dezember 2014 – 7. Dezember 2014 1 Woche | 1                                   | AKB48                                     | Kibōteki Refrain                                                       | –                         |
| 8. Dezember 2014 – 21. Dezember 2014 2 Wochen | 2                                   | Kanjani Eight                             | Gamushara Kōshinkyoku                                                  | –                         |
| 22. Dezember 2014 – 28. Dezember 2014 1 Woche | 1                                   | SKE48                                     | 12 Gatsu no Kangarū                                                    | –                         |
| 29. Dezember 2014 – 4. Januar 2015 1 Woche | 1                                   | Super Junior                              | Mamacita (Ayaya)                                                       | –                         |

## Alben
| ← 2013 ← | Liste der Nummer-eins-Hits in Japan | Liste der Nummer-eins-Hits in Japan       | Liste der Nummer-eins-Hits in Japan           | 2015 →                    |
| \| Zeitraum \| Wo. ges. \| Interpret \| Titel \| Zusätzliche Informationen \| \| (Zeitraum, Wochen auf Platz eins, Interpret, Titel, zusätzliche Informationen) \| \| \| \| \| \| ------------------------------------------------------------------------------ \| -------- \| ----------------------------------------- \| --------------------------------------------- \| ------------------------- \| \| 6. Januar 2014 – 2. Februar 2014 4 Wochen \| 4 \| Sandaime J Soul Brothers from Exile Tribe \| The Best/Blue Impact \| – \| \| 3. Februar 2014 – 9. Februar 2014 1 Woche \| 1 \| AKB48 \| Tsugi no Ashiato \| – \| \| 10. Februar 2014 – 16. Februar 2014 1 Woche \| 1 \| 2PM \| Genesis of 2PM \| – \| \| 17. Februar 2014 – 23. Februar 2014 1 Woche \| 1 \| The Second from Exile \| The Second Age \| – \| \| 24. Februar 2014 – 2. März 2014 1 Woche \| 1 \| Tsuyoshi Domoto \| hamanippon: Roi no Chinoi \| – \| \| 3. März 2014 – 9. März 2014 1 Woche \| 1 \| Sexy Zone \| Sexy Second \| – \| \| 10. März 2014 – 16. März 2014 1 Woche \| 1 \| Kumi Koda \| Bon Voyage \| – \| \| 17. März 2014 – 23. März 2014 1 Woche \| 1 \| Tohoshinki \| Tree \| – \| \| 24. März 2014 – 30. März 2014 1 Woche \| 1 \| Bump of Chicken \| Ray \| – \| \| 31. März 2014 – 6. April 2014 1 Woche \| 1 \| E-Girls \| Colorful Pop \| – \| \| 7. April 2014 – 13. April 2014 1 Woche \| 1 \| Kis-My-Ft2 \| Hit! Hit! Hit! \| – \| \| 14. April 2014 – 27. April 2014 2 Wochen \| 2 \| Masaharu Fukuyama \| HUMAN \| – \| \| 21. April 2014 – 4. Mai 2014 2 Wochen \| 2 \| Nana Mizuki \| Supernal Liberty \| – \| \| 5. Mai 2014 – 11. Mai 2014 1 Woche \| 1 \| Not yet \| already \| – \| \| 12. Mai 2014 – 25. Mai 2014 2 Wochen \| 2 \| (Soundtrack) \| Frozen \| – \| \| 26. Mai 2014 – 31. Mai 2014 1 Woche \| 1 \| Kōshi Inaba \| Singing Bird \| – \| \| 1. Juni 2014 – 7. Juni 2014 1 Woche \| 1 \| Aiko \| Love Like Foam \| – \| \| 8. Juni 2014 – 21. Juni 2014 2 Wochen \| 2 \| Namie Amuro \| Ballada \| – \| \| 22. Juni 2014 – 28. Juni 2014 1 Woche \| 1 \| Hey! Say! JUMP \| Smart \| – \| \| 29. Juni 2014 – 28. Juli 2014 5 Wochen \| 5 \| KAT-TUN \| Come Here \| – \| \| 6. Juli 2014 – 12. Juli 2014 1 Woche \| 1 \| Kis-My-Ft2 \| Kis-My-Journey \| – \| \| 13. Juli 2014 – 19. Juli 2014 1 Woche \| 1 \| Kyary Pamyu Pamyu \| Pika Pika Fantajin \| – \| \| 20. Juli 2014 – 26. Juli 2014 1 Woche \| 1 \| Tokio \| Pika Pika Fantajin \| – \| \| 27. Juli 2014 – 9. August 2014 2 Wochen \| 2 \| Girls’ Generation \| The Best \| – \| \| 10. August 2014 – 16. August 2014 1 Woche \| 1 \| Johnny WEST \| go WEST \| – \| \| 17. August 2014 – 23. August 2014 1 Woche \| 1 \| NMB48 \| Sekai no Chuushin wa Osaka ya ~Namba Jichiku~ \| – \| \| 24. August 2014 – 30. August 2014 1 Woche \| 1 \| Dreams Come True \| Attack 25 \| – \| \| 31. August 2014 – 6. September 2014 1 Woche \| 1 \| Exile Tribe \| Exile Tribe Revolution \| – \| \| 7. September 2014 – 13. September 2014 1 Woche \| 1 \| SMAP \| Mr.S \| – \| \| 14. September 2014 – 27. September 2014 2 Wochen \| 2 \| Mariya Takeuchi \| TRAD \| – \| \| 28. September 2014 – 4. Oktober 2014 1 Woche \| 1 \| Shinee \| I’m Your Boy \| – \| \| 5. Oktober 2014 – 11. Oktober 2014 1 Woche \| 1 \| AAA \| Gold Symphony \| – \| \| 12. Oktober 2014 – 18. Oktober 2014 1 Woche \| 1 \| Tomohisa Yamashita \| You \| – \| \| 19. Oktober 2014 – 25. Oktober 2014 1 Woche \| 1 \| Slipknot \| .5: The Gray Chapter \| – \| \| 26. Oktober 2014 – 1. November 2014 1 Woche \| 1 \| Arashi \| The Digitalian \| – \| \| 2. November 2014 – 8. November 2014 1 Woche \| 1 \| Daesung \| Delight \| – \| \| 9. November 2014 – 15. November 2014 1 Woche \| 1 \| Kanjani Eight \| Kanjani \| – \| \| 16. November 2014 – 22. November 2014 1 Woche \| 1 \| Kana Nishino \| With Love \| – \| \| 23. November 2014 – 29. November 2014 1 Woche \| 1 \| One Direction \| Four \| – \| |                                     |                                           |                                               |                           |
| ← 2013 |                                     |                                           |                                               | → 2015 →                  |
| Zeitraum | Wo. ges.                            | Interpret                                 | Titel                                         | Zusätzliche Informationen |
| (Zeitraum, Wochen auf Platz eins, Interpret, Titel, zusätzliche Informationen) |                                     |                                           |                                               |                           |
| 6. Januar 2014 – 2. Februar 2014 4 Wochen | 4                                   | Sandaime J Soul Brothers from Exile Tribe | The Best/Blue Impact                          | –                         |
| 3. Februar 2014 – 9. Februar 2014 1 Woche | 1                                   | AKB48                                     | Tsugi no Ashiato                              | –                         |
| 10. Februar 2014 – 16. Februar 2014 1 Woche | 1                                   | 2PM                                       | Genesis of 2PM                                | –                         |
| 17. Februar 2014 – 23. Februar 2014 1 Woche | 1                                   | The Second from Exile                     | The Second Age                                | –                         |
| 24. Februar 2014 – 2. März 2014 1 Woche | 1                                   | Tsuyoshi Domoto                           | hamanippon: Roi no Chinoi                     | –                         |
| 3. März 2014 – 9. März 2014 1 Woche | 1                                   | Sexy Zone                                 | Sexy Second                                   | –                         |
| 10. März 2014 – 16. März 2014 1 Woche | 1                                   | Kumi Koda                                 | Bon Voyage                                    | –                         |
| 17. März 2014 – 23. März 2014 1 Woche | 1                                   | Tohoshinki                                | Tree                                          | –                         |
| 24. März 2014 – 30. März 2014 1 Woche | 1                                   | Bump of Chicken                           | Ray                                           | –                         |
| 31. März 2014 – 6. April 2014 1 Woche | 1                                   | E-Girls                                   | Colorful Pop                                  | –                         |
| 7. April 2014 – 13. April 2014 1 Woche | 1                                   | Kis-My-Ft2                                | Hit! Hit! Hit!                                | –                         |
| 14. April 2014 – 27. April 2014 2 Wochen | 2                                   | Masaharu Fukuyama                         | HUMAN                                         | –                         |
| 21. April 2014 – 4. Mai 2014 2 Wochen | 2                                   | Nana Mizuki                               | Supernal Liberty                              | –                         |
| 5. Mai 2014 – 11. Mai 2014 1 Woche | 1                                   | Not yet                                   | already                                       | –                         |
| 12. Mai 2014 – 25. Mai 2014 2 Wochen | 2                                   | (Soundtrack)                              | Frozen                                        | –                         |
| 26. Mai 2014 – 31. Mai 2014 1 Woche | 1                                   | Kōshi Inaba                               | Singing Bird                                  | –                         |
| 1. Juni 2014 – 7. Juni 2014 1 Woche | 1                                   | Aiko                                      | Love Like Foam                                | –                         |
| 8. Juni 2014 – 21. Juni 2014 2 Wochen | 2                                   | Namie Amuro                               | Ballada                                       | –                         |
| 22. Juni 2014 – 28. Juni 2014 1 Woche | 1                                   | Hey! Say! JUMP                            | Smart                                         | –                         |
| 29. Juni 2014 – 28. Juli 2014 5 Wochen | 5                                   | KAT-TUN                                   | Come Here                                     | –                         |
| 6. Juli 2014 – 12. Juli 2014 1 Woche | 1                                   | Kis-My-Ft2                                | Kis-My-Journey                                | –                         |
| 13. Juli 2014 – 19. Juli 2014 1 Woche | 1                                   | Kyary Pamyu Pamyu                         | Pika Pika Fantajin                            | –                         |
| 20. Juli 2014 – 26. Juli 2014 1 Woche | 1                                   | Tokio                                     | Pika Pika Fantajin                            | –                         |
| 27. Juli 2014 – 9. August 2014 2 Wochen | 2                                   | Girls’ Generation                         | The Best                                      | –                         |
| 10. August 2014 – 16. August 2014 1 Woche | 1                                   | Johnny WEST                               | go WEST                                       | –                         |
| 17. August 2014 – 23. August 2014 1 Woche | 1                                   | NMB48                                     | Sekai no Chuushin wa Osaka ya ~Namba Jichiku~ | –                         |
| 24. August 2014 – 30. August 2014 1 Woche | 1                                   | Dreams Come True                          | Attack 25                                     | –                         |
| 31. August 2014 – 6. September 2014 1 Woche | 1                                   | Exile Tribe                               | Exile Tribe Revolution                        | –                         |
| 7. September 2014 – 13. September 2014 1 Woche | 1                                   | SMAP                                      | Mr.S                                          | –                         |
| 14. September 2014 – 27. September 2014 2 Wochen | 2                                   | Mariya Takeuchi                           | TRAD                                          | –                         |
| 28. September 2014 – 4. Oktober 2014 1 Woche | 1                                   | Shinee                                    | I’m Your Boy                                  | –                         |
| 5. Oktober 2014 – 11. Oktober 2014 1 Woche | 1                                   | AAA                                       | Gold Symphony                                 | –                         |
| 12. Oktober 2014 – 18. Oktober 2014 1 Woche | 1                                   | Tomohisa Yamashita                        | You                                           | –                         |
| 19. Oktober 2014 – 25. Oktober 2014 1 Woche | 1                                   | Slipknot                                  | .5: The Gray Chapter                          | –                         |
| 26. Oktober 2014 – 1. November 2014 1 Woche | 1                                   | Arashi                                    | The Digitalian                                | –                         |
| 2. November 2014 – 8. November 2014 1 Woche | 1                                   | Daesung                                   | Delight                                       | –                         |
| 9. November 2014 – 15. November 2014 1 Woche | 1                                   | Kanjani Eight                             | Kanjani                                       | –                         |
| 16. November 2014 – 22. November 2014 1 Woche | 1                                   | Kana Nishino                              | With Love                                     | –                         |
| 23. November 2014 – 29. November 2014 1 Woche | 1                                   | One Direction                             | Four                                          | –                         |

Siehe auch: Nummer-eins-Hits 2014 in  Australien, Belgien, Bulgarien, Dänemark, Deutschland, Finnland, Frankreich, Griechenland, Irland, Italien, Kanada, Mexiko, Neuseeland, den Niederlanden, Norwegen, Österreich, Polen, Portugal, Schweden, der Schweiz, Slowakei, Spanien, Südkorea, Tschechien, Ungarn, den Vereinigten Staaten und im Vereinigten Königreich.